# Pustá Rybná
Pustá Rybná település Csehországban, a Svitavyi járásban. Pustá Rybná Březiny, Svratouch, Borová, Svratka, Pustá Kamenice, Telecí és Krásné településekkel határos. Lakosainak száma 159 fő (2024. január 1.).

## Népesség
A település lakosságának változását az alábbi diagram mutatja:
| Lakosok száma | 1095 | 897  | 751  | 361  | 233  | 163  | 160  | 159  | 153  | 159  |
|               | 1869 | 1900 | 1921 | 1961 | 1980 | 2011 | 2016 | 2019 | 2021 | 2024 |